# Hidrocarboneto insaturado
Em química orgânica, os hidrocarbonetos insaturados são compostos que apresentam pelo menos uma ligações covalente dupla ou tripla entre átomos de carbono. Além disso, os hidrocarbonetos insaturados de cadeia aberta podem ser classificados ainda como alcenos (ou alquenos), alcinos (ou alquinos) e alcadienos. É importante destacar que os hidrocarbonetos insaturados são mais reativos que hidrocarbonetos saturados.

## Alcenos ou alquenos
Os alcenos são conhecidos também por olefinas, que significa "gerador de óleos", em razão do aspecto oleoso dos alcenos, possuem apenas uma ligação dupla entre carbonos. O eteno (ou etileno) é o alceno mais simples, que é um gás incolor e de sabor adocicado. Possuem fórmula geral dada por CnH2n. Um fato importante é que os alcenos são obtidos, industrialmente, pelo craqueamento de alcanos encontrados no petróleo.

## Alcinos ou alquinos
Os alcinos possuem apenas uma ligação tripla entre carbonos. Por consequência, eles são mais reativos que os alcanos e o os alcenos. A fórmula geral de um alcino é CnH2n-2.

## Alcadienos
Diferente dos demais, os alcadienos possuem duas ligações duplas entre carbonos. A fórmula geral de um alcadieno é CnH2n-2. Os alcadienos ainda podem ser classificados quanto a localização das ligações duplas: alcadienos acumulados (ligações duplas em carbonos vizinhos - ou vicinais), alcadienos isolados (ligações duplas separadas por pelo menos um carbono saturado) e alcadienos conjugados (ligações duplas separadas por uma ligação simples).